# Aquesta classe d'amor
Aquesta classe d'amor (Questa specie d'amore) és una pel·lícula italiana dirigida el 1972 per Alberto Bevilacqua. És la segona obra en col·laboració entre Ennio Morricone i Alberto Bevilacqua iniciada amb la pel·lícula La Califa (1970). Originalment, Bevilacqua no és un director de cinema, sinó un famós escriptor que va decidir fer pel·lícules basades en les seves novel·les de major èxit.

## Argument
Federico i Giovanna és una jove parella en crisi, ell (Ugo Tognazzi) interpreta el fill d'un honest home antifeixista de l'època del 1930 (també interpretat per Tognazzi), que ha patit moltíssim per les seves creences a causa de les seves idees de llibertat i justícia. Ella és la filla d'un industrial molt ric, algú bastant superficial. Ell vol desfer-se'n de tots els sentiments de compassió que té, no vol estar afligit del mateix mode que el seu pare. Tognazzi s'afanya a casar-se amb la filla malcriada (Jean Seberg) d'un home ric. La misèria que assisteix a aquesta parella condueix Tognazzi a desertar del seu nou i protegit estil de vida. Torna a casa del seu pare a la ciutat i Giovannia el segueix. Giovanna entra en contacte amb un món de coses reals i de sentiments, tan diferents del món buit en què ella havia viscut que fan possible la reconciliació amb el seu marit. També Federico, visitant el seu pare, troba de nou la seva dignitat, perdent la protecció del seu sogre. Al llarg de la pel·lícula s'utilitzen flashbacks que mostren els motius que porten Tognazzi a empresonar els seus vertaders sentiments.

## Premis
Fou guardonada amb el premi David di Donatello a la millor pel·lícula i dos Nastro d'argento al millor guió i al millor argument.